# أولاد عبد الله (أولاد عيسى)
أولاد عبد الله هو دُوَّار يقع بجماعة أولاد عيسى، إقليم تارودانت، جهة سوس ماسة في المملكة المغربية. ينتمي الدوّار لمشيخة أولاد عيسى التي تضم 9 دواوير. يقدر عدد سكانه بـ 2456 نسمة حسب الإحصاء الرسمي للسكان والسكنى لسنة 2004.

## روابط خارجية
- البوابة الوطنية للجماعات الترابية
- المندوبية السامية للتخطيط